# 내몽골인민방송
내몽골인민방송(내몽고인민광파전대. 중국어 간체자: 内蒙古人民广播电台, 정체자: 内蒙古人民廣播電臺)은 중화인민공화국 내몽골 자치구의 자치구급 방송이다. 몽골어, 중국어로 방송한다.

## 연혁
- 1950년 7월 1일 내몽골인민방송 개국.

## 방송 채널
- 총 6개의 채널이 있다.

| 방송 채널                           | 중파 주파수 | FM 주파수 |
| 몽골어종합뉴스 (蒙古语新闻综合广播) |             | 95.9 mHz  |
| 중국어종합뉴스 (汉语新闻综合广播)   | 675 kHz     |           |
| 뉴스 (新聞廣播)                     |             | 89 mHz    |
| 경제생활 (经济生活广播)             |             | 101.4 mHz |
| 음악의 소리 (音乐之声广播)          |             | 93.6 mHz  |
| 교통의 소리 (交通之声广播 )         |             | 105.6 mHz |
| 곡예 (评书曲艺广播)                 |             | 102.8 mHz |

## 방송 언어
- 몽골어
- 중국어